# Ендрю Паркер
Ендрю Паркер (англ. Andrew Parker; нар. 1962) — британський розвідник, який обіймав посаду генерального директора MI5 (Служби безпеки, яка є агентством внутрішньої безпеки і контррозвідки Сполученого Королівства; 2013—2020).
Лорд-камергер (1 квітня 2021 — 19 вересня 2022).